# NGC 6570
NGC 6570 é uma galáxia espiral barrada (SBm) localizada na direcção da constelação de Ophiuchus. Possui uma declinação de +14° 05' 34" e uma ascensão recta de 18 horas, 11 minutos e 07,3 segundos.
A galáxia NGC 6570 foi descoberta em 2 de Junho de 1864 por Albert Marth.